# Youzu Interactive
Youzu Interactive (Auftritt als YOOZOO Games) ist ein chinesisches Unternehmen, das Videospiele entwickelt und herausgibt. Das Unternehmen ist im Schwerpunkt in Asien, Europa und Nordamerika aktiv und produziert für die dortigen Märkte Browser- und Handyspiele, vor allem Massively Multiplayer Online Games (MMORPG). 
Der Hauptsitz des Unternehmens befindet sich im Xuhui-Distrikt in Shanghai. 

## Geschichte
Das Unternehmen wurde 2009 von Lin Qi gegründet, begann 2013 mit der Veröffentlichung seiner Titel in Übersee und wurde 2014 an der Börse Shenzhen notiert.
2016 übernahm Youzu den deutschen Spieleentwickler Bigpoint für rund 80 Mio. Euro.
Am 25. Dezember 2020 verstarb Lin Qi nach einem kurzen Krankenhausaufenthalt im Alter von 39 Jahren. Es stellte sich heraus, dass er von einem seiner Kollegen vergiftet wurde. Xu Yao wurde wegen des Mordes im März 2024 zum Tode verurteilt.

## Produkte
Viele der Spiele des Unternehmens erzielen Einnahmen aus dem Verkauf virtueller Güter und werden größtenteils selbst entwickelt. Das beliebteste internationale Spiel ist ein browserbasiertes MMORPG mit dem Titel League of Angels. Dieses Spiel war zunächst ein eigenständiges Spiel für den chinesischen Markt, wurde aber später für den internationalen Markt angepasst. Das Spiel wurde Ende 2013 in englischsprachigen Ländern veröffentlicht.
Weitere bekannte Spiele des Unternehmens umfassen die Serien-Adaption Game of Thrones: Winter is Coming.